# تریپ‌ادوایزر
تریپ‌اَدوایزر (به انگلیسی: TripAdvisor) یک وبگاه آمریکایی است که اطلاعاتی دربارهٔ هتل‌ها و رستوران‌ها، رزرو جا، ارائه می‌کند.
این وبگاه حاوی محتوای تولیدی کاربران است.

## شرح
مقر مشاور سفر در نیدهام، ماساچوست است. گروه رسانه ای تریپ ادوایزر در حال حاضر در ۳۰ کشور از جمله فرانسه، آلمان، یونان، ایتالیا، هند، ژاپن، روسیه، اسپانیا، بریتانیا، اندونزی، آرژانتین، تایوان، مالزی و مصر توسعه پیدا کرده است.
دفتر مرکزی این شرکت بین المللی در نیدهام ایالت ماساچوست آمریکا واقع است و پرطرفدار ترین و بزرگترین جامعه گردشگری با بیش از ۳۲ میلیون عضو و ۱۰۰ میلیون نظر کاربران درباره هتلها، رستوران ها، جاذبه ها و دیگر کسب و کارهای مرتبط با سفر در دنیا را دارد.
ماموریت تریپ ادوایزر «کمک به مسافران سرتاسر دنیا برای برنامه ریزی سفر خود و داشتن یک سفر عالی» می باشد. این شرکت در حال حاضر ۱۹۰۰ کارمند و سرمایه ای معادل ۱۲ میلیارد دلار و درآمد سالانه ای معادل ۱ میلیارد دلار دارد. گروه رسانه ای تریپ ادوایزر و وبسایت های تحت پوشش آن تاکنون ۲۶۰ میلیون بازدید کننده را به خود جذب کرده است.

### انتقادات و اقدامات قانونی
تریپ ادوایزر همیشه به دلیل نشر نظرات بی اساس افراد ناشناخته درباره هتلها، مهمانسراها و رستوران ها مورد انتقاد قرار گرفته است. حدود ۳۰ هتل به دلیل داشتن نظرات مشکوک در لیست سیاه تریپ ادوایزر قرار گرفته اند، یکی از این نمونه ها هتل Conwall است که به میهمانان برای نوشتن نظرات مثبت درباره هتل در تریپ ادوایزر رشوه می داد. تریپ ادوایزر مدعی است که نظرات کاربران، مستقیم و به سرعت گذاشته نمی شوند، بلکه از روندی برای تایید عبور می کنند که آدرس IP و ایمیل نویسنده را مورد بررسی قرار می دهد و سعی می کند الگوهای مشکوک یا استفاده از کلمات رکیک را شناسایی کند.
در سپتامبر ۲۰۱۱ سازمان استاندارد تبلیغات بریتانیا (ASA) به دنبال شکایت هایی که از تریپ ادوایزر شده بود به بررسی صادقانه بودن نظراتی که در این وبسایت گذاشته می شود، پرداخت. ASA به این نتیجه رسید که تریپ ادوایزر نباید مدعی باشد که نظرات کاملاً صادقانه است، در نتیجه تریپ ادوایزر را مجبور کرد شعار «نظراتی که می توانید به آنها اعتماد کنید» را از وبسایت حذف کند؛ اما تریپ ادوایزر اذعان کرده است که از یک سیستم موثر در شناسایی تقلب در ایجاد محتوا استفاده می کند.
در سال ۲۰۱۲ تریپ اداویزر به دلیل نقض قوانین جدید تجارت آزاد در مورد نمایش قیمت ها و مالیاتهای بلیط هواپیماها، توسط سازمان حمل و نقل آمریکا ۸۰۰۰۰ دلار جریمه شد.